# Andrés Berterreche
Andrés Berterreche Álvarez (Montevideo, 18 de julio de 1962) es un ingeniero agrónomo y político de izquierda uruguayo perteneciente al Frente Amplio, exintegrante del MLN-T entre los años 1987 y 1994, actualmente integra el MPP, sector liderado por José Mujica ; ex Ministro de Ganadería, Agricultura y Pesca. expresidente del Instituto Nacional de Colonización (2010-2013). Ocupó el cargo de "secretario político" de José Mujica durante la campaña electoral del año 2014 teniendo un rol muy activo en la misma. Fue Senador de la República desde el 14 de agosto de 2018, a partir de la renuncia de José Mujica, hasta el 4 de abril de 2019. Desde el 4 de abril de 2019 hasta el 29 de febrero de 2020 fue el viceministro de Defensa Nacional

## Actividad privada
Berterreche obtuvo el grado de ingeniero agrónomo de la Universidad de la República en 1987. Años más tarde obtuvo un máster en Ciencias con mención en Tecnología de la Madera.
Desde el 2005 se desempeña como docente Honorario en la Facultad de Agronomía de la Universidad de la República, en la cual se desempeñó como docente e Investigador desde 1991. También ejerció la docencia en la Universidad Católica del Uruguay y en el Instituto de Gestión Agropecuaria de Tacuarembó. 
Se desempeñó como Vicepresidente de la Sub - Región Cono Sur de las Oficinas Forestales Nacionales para la FAO entre 2006 y 2008.

## Actividad pública
Berterreche pertenece al Movimiento de Participación Popular, sector perteneciente al Frente Amplio.  
Tras la asunción de Tabaré Vázquez, Berterreche asumió el 2 de marzo de 2005 como director de la Dirección Nacional Forestal. 
Cuando el entonces viceministro, Ernesto Agazzi, asume como ministro tras la renuncia de José Mujica, quien hasta entonces ocupaba el cargo, se le ofrece el cargo de viceministro de la cartera, cargo que acepta.
Asume como Ministro de Ganadería, tras la renuncia de Ernesto Agazzi, el 5 de octubre de 2009, cargo que ocupó hasta el 1 de marzo de 2010. Desde el año 2010 es presidente del INC (Instituto nacional de colonización), ente autónomo que se encarga de administrar las tierras que son de propiedad estatal; dicho ente otorga tierras en usufructo a familias de productores rurales;la gestión de Berterreche se vio marcada por la innovación ya que por primera vez en la historia del país se le otorgaron tierras a sindicatos rurales para que desarrollaran sus proyectos productivos.
El INC en la mencionada gestión comprendida en el periodo 2010-2013 se consolidó el avance del estado en la compra de tierras a privados que resurgió en el año 2005 en el gobierno del Dr.Vázquez posicionando al instituto como el mayor propietario de tierras en el Uruguay con más de 590.000 hectáreas. 
También se recuperaron campos que estaban siendo utilizados por privados de forma irregular, enmarcadas en maniobras de especulación con el precio de la tierra entre otras irregularidades, como es el claro ejemplo del campo de 4000 hectáreas situado en Gregorio Aznárez, departamento de Maldonado, que luego de un proceso judicial fue devuelto al estado uruguayo y a través del INC a productores rurales.
En las elecciones nacionales de 2014, Berterreche fue elegido primer senador suplente de José Mujica para la siguiente legislatura. Ocupó el escaño durante el mes de febrero de 2015, mientras Mujica terminaba su mandato presidencial, para luego quedarse con el cargo definitivamente a partir de la renuncia de este último, en agosto de 2018.
En abril de 2019, Berterreche asume como subsecretario de Defensa; acompaña a José Bayardi, quien asume por segunda vez al frente de dicha cartera de Defensa en abril de 2019.